# Conus pontificalis
Conus pontificalis é uma espécie de gastrópode do gênero Conus, pertencente à família Conidae.